# Boscia foetida
Espèce
Synonymes
- Boscia foetida subsp. foetida[1]
- Boscia rautanenii Schinz[1]

Boscia foetida est une espèce d'arbustes de la famille des Capparaceae.

## Liste des sous-espèces
Selon BioLib (12 août 2017) :
- sous-espèce Boscia foetida subsp. filipes (Gilg) Lötter
- sous-espèce Boscia foetida subsp. foetida
- sous-espèce Boscia foetida subsp. longipedicellata (Gilg) Toelken
- sous-espèce Boscia foetida subsp. minima Toelken
- sous-espèce Boscia foetida subsp. rehmanniana (Pestal.) Toelken

Selon Catalogue of Life (12 août 2017) :
- sous-espèce Boscia foetida subsp. filipes (Gilg) Lötter
- sous-espèce Boscia foetida subsp. foetida
- sous-espèce Boscia foetida subsp. longipedicellata (Gilg) Tölken
- sous-espèce Boscia foetida subsp. minima Tölken
- sous-espèce Boscia foetida subsp. rehmanniana (Pest.) Tölken

Selon NCBI (12 août 2017) :
- sous-espèce Boscia foetida subsp. filipes

Selon The Plant List (12 août 2017) :
- sous-espèce Boscia foetida subsp. filipes (Gilg) Lötter
- sous-espèce Boscia foetida subsp. longipedicellata (Gilg) Toelken
- sous-espèce Boscia foetida subsp. rehmanniana (Pestal.) Toelken

Selon Tropicos (12 août 2017) (Attention liste brute contenant possiblement des synonymes) :
- sous-espèce Boscia foetida subsp. filipes (Gilg) Lötter
- sous-espèce Boscia foetida subsp. foetida
- sous-espèce Boscia foetida subsp. longipedicellata (Gilg) Toelken
- sous-espèce Boscia foetida subsp. matabelensis Pest.
- sous-espèce Boscia foetida subsp. minima Toelken
- sous-espèce Boscia foetida subsp. rehmanniana (Pestal.) Toelken
- sous-espèce Boscia foetida subsp. rehmannii Toelken